# Godišnja efektivna diskontna stopa
Godišnja efektivna diskontna stopa
 Godišnja efektivna diskontna stopa  izražava iznos plaćenih / zarađenih kamata kao postotak salda na kraju (godišnjeg) razdoblja. To je u suprotnosti s efektivnom kamatnom stopom, koja izražava iznos kamate kao postotak salda na  početku  razdoblja. Diskontna stopa se obično koristi za  U.S. Trezorski zapisi i slični financijski instrumenti.
Na primjer, razmislite o državnoj obveznici koja se prodaje za$95 dolara i plaća $100 dolara godišnje. Diskontna stopa je
{\displaystyle {\frac {100-95}{100}}=5.00\%}
The interest rate is calculated using 95 as the base
{\displaystyle {\frac {100-95}{95}}=5.26\%}
For every effective interest rate, there is a corresponding effective discount rate, given by 
{\displaystyle d={\frac {i}{1+i}}}
or inversely,
{\displaystyle i={\frac {d}{1-d}}}
S obzirom na gore navedenu jednadžbu {\displaystyle \,d} to {\displaystyle \,i} to slijedi
{\displaystyle d={\frac {1+i}{1+i}}-{\frac {1}{1+i}}\ =1-v} where {\displaystyle v} is the discount factor
ili ekvivalentno,
{\displaystyle v=1-d}
Since {\displaystyle \,d=iv} ,to se lako može pokazati
{\displaystyle id=i-d}
Ovaj odnos ima zanimljivo verbalno tumačenje. Osoba može posuditi 1 i vratiti 1 +  i  na kraju razdoblja ili posuditi 1 -  d  i vratiti 1 na kraju razdoblja. Izraz  i  -  d  je razlika u iznosu plaćene kamate. Ta razlika nastaje zbog toga što se zadužena glavnica razlikuje po  d . Kamata na iznos  d  za jedno razdoblje po stopi  i  je  id .

## Godišnja diskontna stopa konvertibilnap{\displaystyle \,p}thly
Primjenjuje se diskontna stopa {\displaystyle ,p} puta na jednake subintervala od godine dana od godišnje efektivne stope d.
{\displaystyle 1-d=\left(1-{\frac {d^{(p)}}{p}}\right)^{p}}
where {\displaystyle \,d^{(p)}} naziva se godišnja nominalna stopa konvertibilnog popusta {\displaystyle \,p}thly.
{\displaystyle 1-d=\exp(-d^{(\infty )})}
{\displaystyle \,d^{(\infty )}=\delta } je sila interesa.
The rate {\displaystyle \,d^{(p)}} uvijek je veća od d jer se konvertibilna stopa popusta primjenjuje u svakom podintervu na manju (već diskontiranu) sumu novca. Kao takva, kako bi se postigao isti ukupni iznos diskontiranja, stopa mora biti nešto više od 1/pth godišnje stope popusta.

## Poslovni izračuni
Tvrtke smatraju ovu diskontnu stopu kada odlučuju hoće li uložiti dobit za kupnju opreme ili će isporučivati dobit dioničarima. U idealnom svijetu, kupili bi dio opreme ako bi dioničari kasnije dobili veću zaradu. Iznos dodatne dobiti koju dioničar zahtijeva da bi radije kupio opremu nego da im sada ostvari dobit temelji se na diskontnoj stopi dioničara. Uobičajeni način procjene diskontnih stopa dioničara koristi podatke o cijenama dionica poznat kao model za određivanje cijene kapitala. Tvrtke obično primjenjuju ovu diskontnu stopu izračunavanjem sadašnje vrijednosti odluke.